# Andrei Anatoljewitsch Burlakow
Andrei Anatoljewitsch Burlakow (russisch Андрей Анатольевич Бурлаков; * 22. August 1963 in der DDR; † 29. September 2011 in Moskau) war ein russischer Manager. Er war Chef der deutschen Werft Wadan Yards und wurde 2011 in Moskau von einer kriminellen Gruppe um Aslan Gagijew erschossen.

## Leben
Burlakow schloss im Jahr 1985 seine Ausbildung am Militärinstitut des Ministeriums für Verteidigung der UdSSR (Wojenny institut Ministerstwa oborony SSSR) als Übersetzer für Englisch und Japanisch ab. Er diente danach vor allem in der russischen Pazifikflotte.
Er gründete nach der Auflösung der Sowjetunion eine Reihe von Firmen: den Pensionsfonds „Witjas-Garantija“, OOO „Zjentair“ (Lebensmittel), TOO „Alex“ (Renovierungen), OOO „Ojlpost“ (Treibstoff). Von 1999 bis 2001 war er stellvertretender Direktor von „Rus-Alfa“. Ab 2002 war er für die Finance Leasing Company (FLC) auf verschiedenen Positionen tätig. Er führte die in Luxemburg angesiedelte Tochter FLC West.
Im Dezember 2009 wurde Andrei Burlakow wegen Betrugs verhaftet. Im Juli nächsten Jahres wurde er auf Kaution wieder aus dem Gefängnis „Matrosenruhe“ freigelassen.